# Кохання на кінчиках пальців
Кохання на кінчиках пальців (яп. ゆびさきと恋々, Yubisaki to Renren) — шьоджьо-манґа, написана та проілюстрована авторським дуетом Суу Морішіта. Манґа почала виходити в журналі Kodansha Dessert у липні 2019 року. Станом на червень 2024 було випущено 9 томів в Японії. У серпні 2021 в Україні вийшов перший том українською мовою від видавництва Nasha Idea. Станом на січень 2025 було випущено 8 томів українською мовою.

## Сюжет
Головна героїня — Юкі. Звичайна студентка яка полюбляє як і інші її ровесники — побалакати з друзями, погуляти і багато іншого, але через вроджену ваду слуху не може чути звуки добре, навіть з слуховим апаратом.
Також в історії є студент Іцуомі — трилінгв в якого ненароком закохується Юкі. Але є проблема, він не знає японської жестової мови. Але це тільки додає інтересу Іцуомі спілкуватись з Юкі. Історія повідає вам про миле і захопливе кохання цих двох студентів.

## Медіа

### Манґа
Манґа написана та ілюстрована авторським дуетом Суу Морішіта вперше вийшла 24 липня 2019 року у журналі Dessert. 24 червня 2021 було оголошено, що манґа не буде виходити деякий час через те, що сценаристка проєкту народила дитину. Манґа знову вийшла в друк у листопаді 2021. Станом на червень 2023 вийшло 8 танкобонів.
У березні 2020 Kodansha USA анонсували, що будуть видавати манґу англійською мовою у цифровому форматі. На Anime Expo Lite у липні 2020 вони анонсували про вихід друкованого видання. Пізніше в тому ж місяці, Kodansha USA оголосили, що будуть публікувати англійський переклад глав манґи у цифровому форматі синхронно з виходом глав японською мовою. Манґа також видається французькою мовою видавництвом Akata.
В Україні манґу Кохання на кінчиках пальців видає Nasha Idea. Станом на січень 2025 року вже перекладено 8 томів.

#### Список томів
| №  | Японською       | Японською              | Українською    | Українською            |
| №  | Дата виходу     | ISBN                   | Дата виходу    | ISBN                   |
| -- | --------------- | ---------------------- | -------------- | ---------------------- |
| 1  | 13 грудня 2019  | ISBN 978-4-06-518062-4 | 31 липня 2021  | ISBN 978-617-7678-70-9 |
| 2  | 13 травня 2020  | ISBN 978-4-06-519501-7 | 29 серпня 2021 | ISBN 978-617-7678-71-6 |
| 3  | 13 жовтня 2020  | ISBN 978-4-06-520971-4 | 16 липня 2022  | ISBN 978-617-7678-96-9 |
| 4  | 12 березня 2021 | ISBN 978-4-06-522634-6 | 31 серпня 2022 | ISBN 978-617-7678-99-0 |
| 5  | 13 вересня 2021 | ISBN 978-4-06-524820-1 | 3 квітня 2023  | ISBN 978-617-8109-35-6 |
| 6  | 11 березня 2022 | ISBN 978-4-06-527138-4 | 4 грудня 2023  | ISBN 978-617-8396-00-8 |
| 7  | 13 вересня 2022 | ISBN 978-4-06-529176-4 | 8 березня 2024 | ISBN 978-617-8396-13-8 |
| 8  | 13 лютого 2023  | ISBN 978-4-06-530723-6 | 7 січня 2025   | ISBN 978-617-8396-89-3 |
| 9  | 13 липня 2023   | ISBN 978-4-06-531847-8 | —              | —                      |
| 10 | 13 грудня 2023  | ISBN 978-4-06-534044-8 | —              | —                      |
| 11 | 11 липня 2024   | ISBN 978-4-06-536193-1 | —              | —                      |

### Аніме
5 липня 2023 була анонсована аніме-адаптація манґи. Виробництвом аніме-серіалу займається студія Ajia-do Animation Works. У період з січня по березень 2024 було випущено 12 серій.

## Критика
Манґа посіла 17-те місце у списку Next Manga Award у 2020 році. Вона також потрапила у список Kono Manga ga Sugoi! 2021 року в категорії «Топ 20 манґ для жінок».